# Bow Church (Docklands Light Railway)
Bow Church è una stazione della Docklands Light Railway (DLR) sita a Bow a Londra, tra quelle di Devons Road e di Pudding Mill Lane. A 300 metri di distanza è collegata alla stazione di Bow Road della metropolitana di Londra, servita dalle linee District e Hammersmith e City. Le due stazioni sono considerate come un'unica stazione ai fini del pagamento del biglietto ma sono amministrate separatamente. La stazione venne aperta il 31 agosto 1987 ed ha preso il nome dalla chiesa omonima del XIV secolo che si trova nelle vicinanze.